# Nationaal park Cajas
Nationaal park Cajas (Spaans: Parque Nacional Cajas) is een nationaal park in Ecuador. Het is sinds 1997 een nationaal park en Cajas is 28.800 hectare groot. 

## Geschiedenis
Cajas werd in 1979 een nationaal recreatiegebied. In 1997 kreeg het de status van nationaal park. 

## Geografie
Het gebied ligt op een hoogte tot 4.000 meter in de Andes. Het nationaal park omvat 232 alpiene meren en uitgebreide natte páramo. De rivieren Tomebamba en Yanuncay ontspringen in Cajas. Het bezoekerscentrum bevindt zich op 3.870 meter hoogte en op ongeveer 25 kilometer ten noordwesten van Cuenca.

## Fauna en flora
De fauna van nationaal park Cajas omvat 157 soorten vogels, 44 zoogdiersoorten waarvan acht endemisch zijn in Ecuador en twee uniek voor Cajas, vijf soorten reptielen en zeventien soorten amfibieën, waaronder de met uitsterven bedreigde klompvoetkikker Atelopus nanay. Er komen 572 vaatplanten in het nationaal park voor, waarvan negentien uniek voor Cajas zijn.